# Generalstaben i Folkets befrielsearmé

Generalstaben i Folkets befrielsearmé är en av de fyra högkvarteren som lyder direkt under Centrala militärkommissionen i Folkrepubliken Kina. Den har ansvar för operativt kommando, värvning, gruppering, utbildning och administration.
Generalstaben är belägen i Peking och stabschef är sedan 2022 Liu Zhenli.
Den har följande avdelningar
- Operativ militär ledning Första avdelningen av Generalstaben i Folkets befrielsearmé
- Försvarsunderrättelser, Andra avdelningen av Generalstaben i Folkets befrielsearmé
- Signalspaning, Tredje avdelningen av Generalstaben i Folkets befrielsearmé
- Elektronisk krigföring, Fjärde avdelningen av Generalstaben i Folkets befrielsearmé
- Avdelning för militära kommunikationer
- Avdelning för Mobilisering
- Avdelning för Ledning

## Stabschefer
- Xu Xiangqian (徐向前): 1949-1950
- Nie Rongzhen (聂荣臻): 1950-1954
- Su Yu (粟裕): 1954-1958
- Huang Kecheng (黄克诚): 1958-1959
- Luo Ruiqing (罗瑞卿): 1959-1965
- Yang Chengwu (杨成武): 1965-1966
- Huang Yongsheng (黄永胜): 1968-1971
- Deng Xiaoping (邓小平): 1975-1980
- Yang Dezhi (杨得志): 1980-1987
- Chi Haotian (迟浩田): 1987-1992
- Zhang Wannian (张万年): 1992-1995
- Fu Quanyou (傅全有): 1995-2002
- Liang Guanglie (梁光烈): 2002-2007
- Chen Bingde (陈炳德): 2007-2012
- Fang Fenghui (房峰辉): 2012-2017
- Li Zuocheng (李作成): 2017-2022
- Liu Zhenli (刘振立): 2022-